# Stadion Sportowy im. Henryka Witkowskiego w Dębnie
Stadion Sportowy im. Henryka Witkowskiego w Dębnie – wielofunkcyjny stadion znajdujący się w Dębnie. Na tym obiekcie rozgrywają mecze piłkarze Dębu Dębno. Obiektem zarządza Ośrodek Sportu i Rekreacji w Dębnie.

## Położenie
Stadion położony jest przy ulicy Gorzowskiej w Dębnie, w północno-wschodniej części miasta, w kompleksie leśnym. Nieopodal stadionu, od strony północnej, przebiega ulica Myśliborska, która stanowi część drogi krajowej nr 23, a także linia kolejowa.

## Historia
Przed drugą wojną światową w miejscu dzisiejszego stadionu istniał plac sportowy. Obiekt powstał po wojnie i od początku służył piłkarzom Dębu Dębno. Od 2000 roku stadion nosi imię Henryka Witkowskiego, inicjatora Maratonu Dębno.
W 2021 roku wyremontowano trybuny i zainstalowano nowe krzesełka. Na lata 2022–2023 zaplanowano przebudowę obiektu, w wyniku której zostanie położona tartanowa, czterotorowa (sześć na prostej) bieżnia lekkoatletyczna wraz z infrastrukturą techniczną i oświetleniem terenu.
W sezonie 1975/1976 obiekt gościł występy Dębu w II lidze. Na inaugurację rozgrywek 10 sierpnia 1975 roku „Biało-Zieloni” zagrali z Motorem Lublin – mecz przyciągnął rekordową frekwencję na stadionie – 7000 widzów. 
Wysokie frekwencje w sezonie 1975/1976 padały również podczas meczów z Polonią Warszawa – 5 tysięcy, Lechią Gdańsk, Avią Świdnik i Olimpią Poznań – 4 tysiące, Zawiszą Bydgoszcz – 3,5 tys., Jagiellonią Białystok, Ursusem Warszawa, Stalą Stocznią Szczecin, Bałtykiem Gdynia i Polonią Bydgoszcz – 3 tysiące, Arką Gdynia – 2,5 tys..
W sezonie 1970/1971 Pucharu Polski Dąb zagrał tutaj w 1/16 finału z Zagłębiem Sosnowiec. Mecz przyciągnął 3 tys. widzów. 15 września 1993 roku mecz Dębu ze Ślęzą Wrocław w 1/32 finału Pucharu Polski zgromadził 2 tys. kibiców. 
W 1978 (Celuloza Kostrzyn 1:0 (pd.) Dąb), 1985 (Lubuszanin Drezdenko 1:1 (k. 4:2) Dąb), 1987 (SHR Wojcieszyce 0:0 (k. 5:4) Dąb) i w 1996 roku (Lubuszanin Drezdenko 1:0 Polonia Słubice, widzów 1200) rozegrano tutaj finał Pucharu Polski na szczeblu województwa gorzowskiego, z kolei w 1993 roku rozegrano tu rewanżowy mecz finałowy, w którym Dąb pokonał Polonię Lipki Wielkie 2:1.
25 maja 1978 roku odbył się tutaj mecz juniorskich reprezentacji Polski i NRD. Na boisku padł remis 1:1, a mecz przyciągnął 4000 widzów. W lipcu 1980 r. stał się on jedną z aren piłkarskiego turnieju czterech państw juniorów do 18 lat, organizowanego na terenie ówczesnego województwa gorzowskiego. W ramach turnieju 16 lipca 1980 roku na dębnowskim stadionie rozegrano mecz pomiędzy Polską a Danią, który wygrała reprezentacja gości 6:1. Spotkanie przyciągnęło 3000 widzów.
24 maja 2008 roku na stadionie odbył się mecz 32 kolejki IV ligi zachodniopomorskiej Dąb – Pogoń Szczecin, który zgromadził 2500 kibiców.

## Mecze reprezentacji Polski
| Rodzaj spotkania             | Data spotkania | Rywal Polski | Frekwencja | Wynik meczu | Strzelcy bramek dla Polski |
| ---------------------------- | -------------- | ------------ | ---------- | ----------- | -------------------------- |
| MT juniorów                  | 25 maja 1978   | NRD          | 4000       | 1:1 (0:1)   | Biernat                    |
| Turniej czterech państw U-18 | 16 lipca 1980  | Dania        | 3000       | 1:6 (0:3)   | Dariusz Dziekanowski       |